# Seututie 576
Pour les articles homonymes, voir Route 576.
La route régionale 576 (finnois : Seututie 576)  est une route régionale allant de Siilinjärvi jusqu'à Lapinlahti à  Varpaisjärvi en Finlande,,.

## Présentation
La seututie 576 est une route régionale de Savonie du Nord.